# Sceloporus melanorhinus
Sceloporus melanorhinus är en ödleart som beskrevs av  Bocourt 1876. Sceloporus melanorhinus ingår i släktet Sceloporus och familjen Phrynosomatidae. IUCN kategoriserar arten globalt som livskraftig.

## Underarter
Arten delas in i följande underarter:
- S. m. calligaster
- S. m. melanorhinus
- S. m. stuarti